# كأس اليونان 1931–32
كأس اليونان 1931–32 (باليونانية: Κύπελλο Ελλάδος ποδοσφαίρου ανδρών 1931-32) هو الموسم 1 من كأس اليونان. أشرف على تنظيمه الاتحاد الإغريقي لكرة القدم، وكان عدد الأندية المشاركة فيه 17، وفاز فيه أيك أثينا.